# Todd Woodbridge
Todd Woodbridge (n. 2 aprilie 1971, Sydney, Noul Wales de Sud, Australia) este un jucător de tenis australian, medaliat olimpic. A participat la 4 ediții ale Jocurilor Olimpice (1992, 1996, 2000, 2004) în care a câștigat o medalie de aur și o medalie de argint.